# Štefan Gajdoš
Štefan Gajdoš (* 13. prosince 1950) je bývalý slovenský fotbalista, záložník.

## Hráčská kariéra
V československé lize hrál za Lokomotívu Košice. Nastoupil v 1 ligovém utkání, gól nedal.

### Prvoligová bilance
| Ročník                                   | Zápasy | Góly | Klub              |
| ---------------------------------------- | ------ | ---- | ----------------- |
| 1. československá fotbalová liga 1969/70 | 1      | 0    | Lokomotíva Košice |
| CELKEM                                   | 1      | 0    |                   |